# Bellman’s Wood

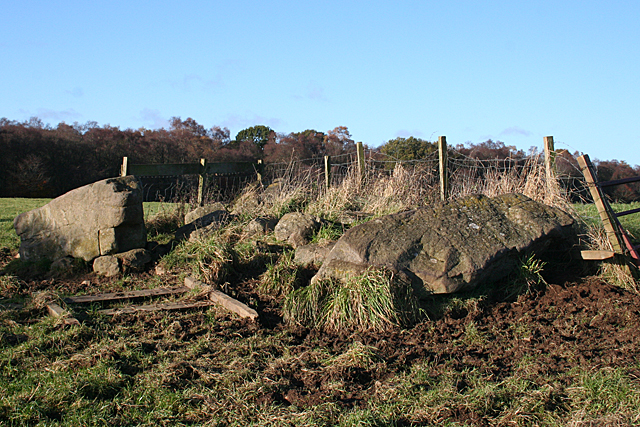
Bellman’s Wood

Bellman’s Wood ist ein stärker beschädigter Steinkreis des Typs Recumbent Stone Circle (RSC) bei Marnoch, südwestlich von Aberchirder in Aberdeenshire in Schottland. Die am River Dee häufigen Kreise wurden zwischen 2300 und 1800 v. Chr. errichtet.
Die Reste des Steinkreises, der ein Scheduled Monument ist, bestehen aus zwei großen Steinen, die Coles als Ost- und West-Säule bezeichnete. Die mittlerweile auch umgefallene Ost-Säule war etwa 1,6 m hoch, fast quadratisch und misst 0,8 × 0,7 m. Die bereits um 1900 niederliegende W-Säule ist 2,3 m lang, 1,6 m breit und 0,8 m hoch. Dazwischen ist Platz für einen Liegestein mit einer Länge von fast 3,0 Metern. Es gibt fünf weitere Steinblöcke, aber keiner ist groß genug, um einer der Kreisesteine gewesen zu sein. Da im Umkreis von 6,0 m ein Damm um den Kreis verläuft, wurden die meisten Kreissteine vermutlich für seinen Bau verwendet.
Die „West-Säule“ wurde zweifellos verschoben und es gibt keinen gesicherten Hinweis darauf, dass sie und die „Ost-Säule“ einen Liegestein flankierten.
Der Friedhof (Marnoch) des Weilers wurde 1972 in die schottischen Denkmallisten in der höchsten Denkmalkategorie A aufgenommen.
Etwa 800 m entfernt liegt der St Marnan’s Chair.